# ラーマーティボーディー1世
ラーマーティボーディー1世（1314年? - 1369年）は、現在のタイにあった王国、アユタヤ王朝の創立者。即位以前はウートーン候。

## 概要
ウートーン王は、スコータイ王朝下、スパンブリーの国主だった（チエンセーンや中国の説もある）が、スコータイ王朝がモン族王の反乱にあったときにこれを討って頭角を現した。1348年に治めていたスパンブリーで疫病が流行った（コレラと言われている）ため、現在のアユタヤに新しく都を建設した（アユタヤ王朝の成立）。翌年には、アユタヤの違う場所に遷都し、ラーマーティボーディーと称してアユタヤの王に即位した。
即位後、文武混合の行政組織、内務大臣、宮法大臣、大蔵大臣、農業大臣を整え、中国、インド、ペルシャなどと貿易をして内政を整えると、今度は南方に兵を送ってマレー半島全域を占領した。マレー半島は当時スコータイの領土であったため、スコータイのリタイ王はこの謀反に逆上し、クメール王朝の加勢を得てアユタヤに軍を送ったが失敗。ウートーン王は逆にクメールを平定し、そのクメールの自治を認めた上でクメールを掌握した。また、スコータイに対しては、討伐軍を送りチャイナートを占領したが、スコータイ王サイルータイが返還を要求したので、後にチャイナートを返還した。
17世紀オランダ人のJeremias Van Vlietの『Renowned Legend 』には、ウートーン王は中国から移民してきた中国系であると記録されている。